# إنفاذ القانون في ألمانيا

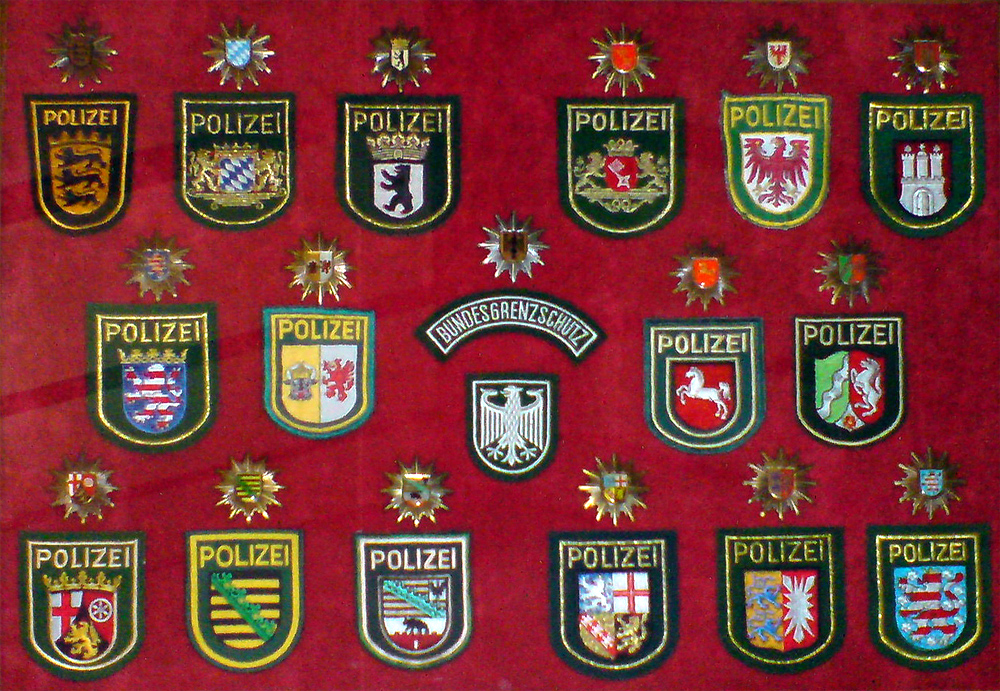
الرايات والأغطية الخاصة بقوات شرطة الولاية الـ 16 و حرس الحدود الفيدرالي الألماني السابق (حرس الحدود الفيدرالي)

يتم إنفاذ القانون في ألمانيا من الناحية الدستورية فقط مع الولايات، والتي تعد واحدة من السمات الرئيسية للنظام السياسي الألماني. 
الشرطة كانت دائما مسؤولية الدول الألمانية حتى بعد عام 1871 عندما تم توحيد البلاد. نص دستور جمهورية فايمار لعام 1919 على إمكانية إنشاء قوة شرطة وطنية، إذا نشأت الضرورة، ولكن لم يتم توحيد قوات شرطة الولاية تحت الحكم المركزي إلا في الحقبة النازية وإنشاء قوة شرطة وطنية ( مكتب الأمن الرئيسي للرايخ أو رشا). أصبحت الشرطة أداة للدولة المركزية والحزب النازي. بعد هزيمة عام 1945، تم تقسيم ألمانيا. في عام 1949 تحولت المناطق الغربية الثلاث إلى ألمانيا الغربية، وأصبحت المنطقة السوفيتية ألمانيا الشرقية. اتبع كل بلد طريقًا مختلفًا فيما يتعلق بإنفاذ القانون. 
في ضوء سوء الاستخدام الفادح للسلطة من قبل الدولة النازية المركزية، نص الدستور الجديد لألمانيا الغربية على الفصل الصارم بين السلطات، مما يضع تطبيق القانون بحزم في أيدي الولايات. وكالات الشرطة الوحيدة المسموح بها على المستوى الاتحادي هي حرس الحدود الفيدرالي شبه العسكري (الألمانية: Bundesgrenzschutz)، المسؤول أيضًا عن خدمات خفر السواحل والشرطة الجنائية الفيدرالية، وكلاهما يخضع لإشراف وزارة الداخلية الاتحادية. نظرًا لأن حدود ألمانيا أصبحت مفتوحة إلى حد كبير منذ عام 2005، نظرًا لتطور الاتحاد الأوروبي واتفاقية شنغن في جميع دول الجوار، تم تغيير اسم البوندسغرينزكوتز إلى الشرطة الفيدرالية (الألمانية: Bundespolizei ). لا تزال مهام الشرطة الفيدرالية مقصورة على أمن خطوط السكك الحديدية ومحطات السكك الحديدية الرئيسية والمطارات والموانئ البحرية والعديد من المهام الخاصة الأخرى. 
أنشأت ألمانيا الشرقية قوة شرطة مركزية تابعة لوزارة الداخلية، فولكسبوليزى شبه العسكرية (حرفيًا "شرطة الشعب"). كما أنشأت قوة شرطة حدودية (الألمانية: Grenztruppen der DDR، في البداية قوة مستقلة ، اندمجت لاحقًا في الجيش ثم أعيد تنظيمها كمنظمة عسكرية مستقلة. 